# Agustinia
Agustinia (podle objevitele Agustina Martinelliho) byl rod sauropodního dinosaura, žijícího v období spodní křídy (asi před 117 až 100 miliony let) na území dnešní Argentiny (souvrství Lohan Cura, provincie Neuquén).

## Historie
Zkameněliny agustinie byly poprvé popsány roku 1998 paleontologem Josém F. Bonapartem pod názvem „Augustia“. Vzhledem k tomu, že toto jméno již bylo „obsazeno“ rodem brouka, muselo být v následujícícm roce změněno na nyní platné Agustinia. K dispozici je dnes pouze velmi fragmentární materiál, takže přesná anatomie dinosaura není známa. Původně se předpokládalo, že tento sauropod byl vybaven výrazným tělním brněním v podobě hřbetních bodců a plátů, tato představa se ale nepotvrdila – zřejmě jde ve skutečnosti o fragmenty žeber nebo pánevních kostí.

## Rozměry
Na základě lýtkové kosti o délce 89,5 centimetru bylo spočítáno, že dinosaurus měřil na délku asi 15 metrů a vážil kolem 8 tun, patřil tedy mezi menší sauropody. Systematické zařazení dinosaura není jisté, pravděpodobně šlo však o zástupce kladu Somphospondyli, nejspíš ale čeledi Rebbachisauridae.